# Ядуты
Яду́ты (укр. Ядути) – село, расположенное на территории Борзнянского района Черниговской области (Украина), на реке Трубин. Расположено в 19 км на север от райцентра Борзны. Население — 1 148 чел. (на 2006 г.). Адрес совета: 16424, Черниговская обл., Борзнянский р-он, село Ядуты, ул. Набережна,39 , тел. 2–75–42. Ближайшая ж/д станция — Бондарёвка (Сосницкий район), 12 км.